# Carlos Arvelo (Municipio)
Carlos Arvelo ist ein (Municipio) im Bundesstaat Carabobo im Norden Venezuelas.
Das Municipio hat eine Bevölkerung von etwa 149.313 Einwohnern auf einer Fläche von 835 km². Der Hauptsitz ist Güigüe.

## Verwaltung
Carlos Arvelo ist in drei Parroquias gegliedert:

## Politik
Marisol Castillo, von der PSUV, ist seit 2008 Bürgermeisterin des Municipios. Sie gewann mit 49,44 % der Stimmen.
Für die Wahlen der Nationalversammlung im Jahr 2010 bekamen der Kandidat der PSUV 57,79 % Stimmen gegen 38,82 % der Kandidatin von Proyecto Venezuela.

## Wirtschaft
Die Wirtschaft der Gemeinde basiert auf der Landwirtschaft.

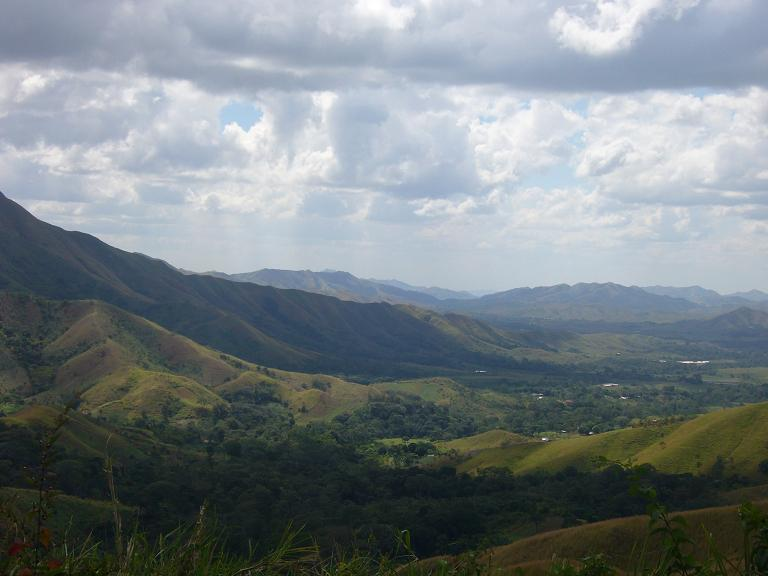
Carlos Arvelo

## Sehenswürdigkeiten
- Abtei von Güigüe

## Feierlichkeiten
- Fest von Güigüe: am 7. Oktober
- Fest von Belén: am 26. Januar
- Fest der Jungfrau von Carmen: am 16. Juli
- Fest vom Mais: im Monat August